# Odense slott

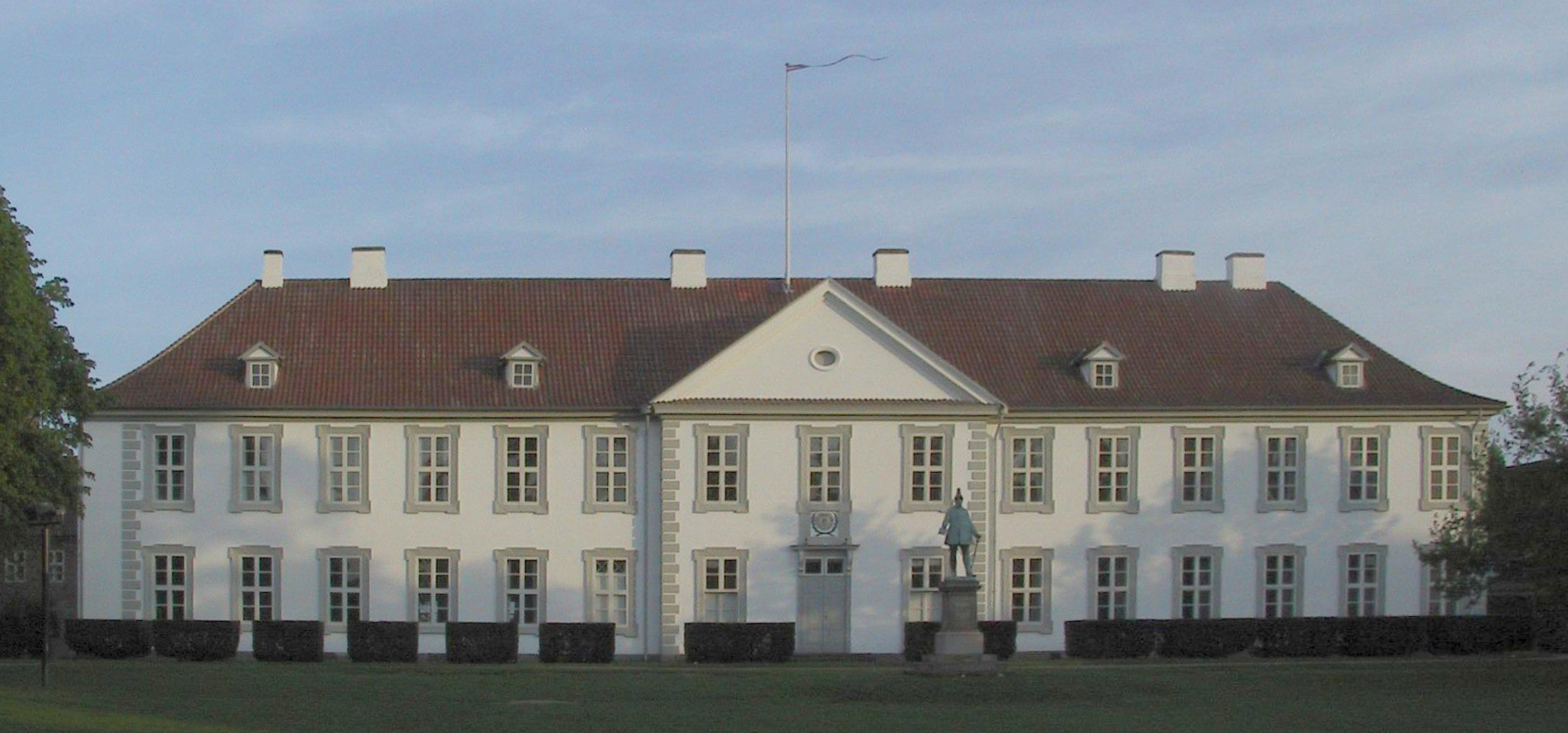
Odense slott

Odense slott som ligger i Kongens Have i Odense, blev ursprungligen byggt som ett sjukhus (Domus hospitalis St. Johannis) 1280 av Johanniterorden, senare blev det till ett kloster (Sankt Johannes Kloster). 1571 blev klostret, som då var nedlagt, ombyggt till lensmandsresidens, men redan 1579 blev det ännu en gång ombyggt, denna gång till Odense slott på befallning av Fredrik II.
I H.C. Andersens barndom bebodde den senare Kristian VIII med sin gemål Karolina Amalia av Augustenborg på Odense slott. H.C. Andersens mor arbetade på slottet, och sonen blev som barn inbjuden dit av prinsen, där den unge Hans Christian enligt vad han själv berättar bland annat spelade upp några scener från Holberg.

## Ägare av Odense slott
- (1280–1536) Johanniterorden
- (1536–1849) Kronan
- (1849–1907) Staten
- (1907) Odense kommun